# 明天属于我们
《明天属于我们》（法語：Demain nous appartient）是一部於2017年7月17日在TF1開播的法国电视剧。

## 演員和角色
- 英格丽德·肖文（法语：Ingrid Chauvin） 飾演 克洛伊·德科特·贝特朗
- 萝莉 飾演 露西·萨尔肚丝
- 夏洛特·瓦朗德雷 飾演 亚历山大·伯特兰德
- 亚历山大·柏拉素（法语：Alexandre Brasseur） 飾演 劳伦斯·莫雷特
- 萨米拉·拉卡博（法语：Samira Lachhab） 飾演 莱拉·贝迪阿
- 莫德·贝克（法语：Maud Baecker） 飾演 安娜·德科特
- 萨米·加比（法语：Samy Gharbi） 飾演 卡里姆·赛义德
- 克莱门特·雷勉（法语：Clément Rémiens） 飾演 马克西姆·德科特·贝特朗
- 索伦·赫伯特（法语：Solène Hébert） 飾演 维克多·拉扎丽
- 朱丽叶特·雷斯尼尼（法语：Juliette Tresanini） 飾演 桑德琳·拉扎丽